# Бочков, Родион Николаевич
Родион Николаевич Бочков (род. 27 сентября 1993 года) — российский тяжелоатлет, серебряный призёр летней Универсиады 2017 года, чемпион мира (2013) и Европы (2012) среди юниоров. Бронзовый призёр чемпионата Европы 2019 года.

## Карьера
Обучался в Кубанском государственном университете физической культуры, спорта и туризма. Начал заниматься спортом в 2006 году.
В 2012 году стал чемпионом Европы среди юниоров. В 2013 году выиграл молодёжный чемпионат мира.
На чемпионате Европы 2016 года стал четвёртым с общей суммой 397 кг. В рывке с весом на штанге 182 кг он был лучшим.
На Универсиаде 2017 года в Тайбэе Родион по итогам соревнований занял 2-е место с общей суммой 390 кг в весовой категории до 105 кг и стал серебряным призёром престижного соревнования.
На чемпионате России-2017 в городе Чебоксары Родион Бочков в весовой категории до 105 кг завоевал серебро.
Получил звание мастера спорта международного класса в Российской Федерации.
В начале ноября 2018 года на чемпионате мира в Ашхабаде, российский спортсмен, в весовой категории до 109 кг, завоевал малую бронзовую медаль в упражнение рывок, подняв штангу весом 190 кг, в итоговом протоколе он стал пятым не добрав до абсолютной бронзовой медали всего три килограмма.
На чемпионате Европы 2019 года в Батуми Родион впервые в карьере завоевал бронзовую медаль, подняв по сумме двух упражнений вес в 410 кг. В упражнение рывок он завоевал малую серебряную медаль с весом на штанге 192 кг.

## Дисквалификация
В 2023 году Спортивный арбитражный суд (CAS) признал Бочкова виновным в нарушении антидопинговых правил и дисквалифицировала спортсмена на 4 года.

## Спортивные результаты
| Год  | Соревнование     | Место проведения | Весовая категория | Рывок  | Толчок | Сумма двоеборья | Место |
| 2016 | Чемпионат Европы | Фёрде            | до 105 кг         | 182 кг | 215 кг | 397 кг          | 4     |
| 2017 | Универсиада      | Тайбэй           | до 105 кг         | 180 кг | 210 кг | 390 кг          | 2     |
| 2018 | Чемпионат мира   | Ашхабад          | до 109 кг         | 190 кг | 210 кг | 400 кг          | 5     |
| 2019 | Чемпионат Европы | Батуми           | до 109 кг         | 192 кг | 218 кг | 410 кг          | 3     |
| 2019 | Чемпионат мира   | Паттайя          | до 109 кг         | 189 кг | 225 кг | 414 кг          | 5     |